# Neostauropus parcevirens
Neostauropus parcevirens är en fjärilsart som beskrevs av Joannis 1929. Neostauropus parcevirens ingår i släktet Neostauropus och familjen tandspinnare. Inga underarter finns listade i Catalogue of Life.